# Ар-Ради Биллах
Абу́ль-Абба́с А́хмад ибн Джа́фар ар-Ради́ Билла́х (907—940) — багдадский халиф из династии Аббасидов.

## Биография
Ар-Ради был сыном халифа Аль-Муктадира и невольницы Залум, славянки по происхождению. Внешности он был не выдающейся: маленький, худой, со смуглой кожей, тёмными волосами, острым лицом и почти курносым носом. Он получил престол после того, как заговорщиками был свергнут, ослеплён и брошен в темницу его дядя Аль-Кахир. Новый халиф писал стихи и покровительствовал учёным. Реальной властью Ар-Ради не обладал, а был марионеткой в руках визиря Ибн Раика, получившего пост амир аль-умара («эмир эмиров»).
Правитель Хорасана и Фарса обязался платить дань, но задерживал выплаты.
Ар-Ради считают последним «настоящим» халифом, который реально выполнял все положенные халифу религиозные обязанности: проводил пятничные проповеди, организовывал богословские диспуты и т. п. Однако в целом халифат при нём продолжал приходить в упадок: в Багдаде утвердился ханбалитский мазхаб, отпали Северная Африка и Египет с частью Сирии и Месопотамии, провозгласил независимость Мосул, в Аравии власть взяли в свои руки карматы и местные вожди.
После переговоров с карматами было возобновлено  паломничество в Мекку и Медину.
Ибн Раика попал в опалу и бежал, а его место занял Баджкам, тюркский военачальник.
В 936 году, после захвата в Багдаде двух купцов русов, русы совершили крупный поход на Халифат. Опустошив Дагестан и северный Иран, они спустились по Тигру и Ефрату и вплотную подошли к Багдаду. Атаку удалось отбить, но с русами был заключён договор, ограничивавший контроль арабов над отношениями русов и народов Прикаспия.
В 937 году был совершён обмен пленными с византийцами, из плена вернулись около 6000 мусульман.
Умер халиф в 940 году в 32 года.